# 阿爾比昂 (加利福尼亞州)
阿爾比昂（英語：Albion）是位於美國加利福尼亞州門多西諾縣的一個人口普查指定地區。

## 地理
阿爾比昂的座標為39°13′25″N 123°46′07″W / 39.22361°N 123.76861°W，而該地最高點為海拔高度53米（即174英尺）。

## 人口
根據2010年美國人口普查的數據，阿爾比昂的面積為4.80平方千米，當中陸地面積為4.70平方千米，而水域面積為0.10平方千米。當地共有人口169人，而人口密度為每平方千米35人。